# Gerda Maurus

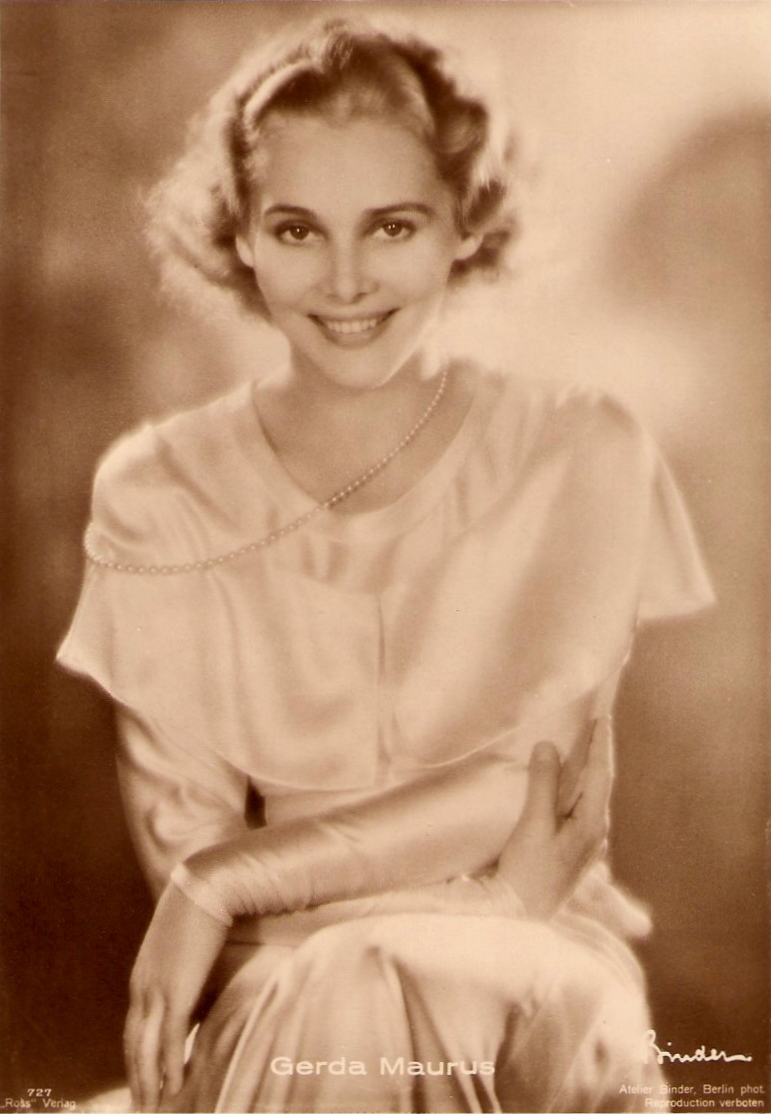
Gerda Maurus (Photographie von Alexander Binder, 1925 oder 1926)

Gerda Maurus (eigentlich Gertrud Maria Pfiel; * 25. August 1903 in Breitenfurt bei Wien, Niederösterreich; † 27. Juli 1968 in Düsseldorf) war eine österreichische Schauspielerin, die durch ihre Auftritte in Stummfilmen zum Star wurde.

## Leben und Werk
Gerda Maurus war die Tochter des Chemikers und Erfinders Josef Pfiel und wuchs in Wien auf. Bereits 1918 erhielt sie erste Engagements an Wiener Bühnen. Als Bühnenschauspielerin agierte sie in München am Volkstheater und in Nürnberg und Ende der 1920er Jahre auch in Berlin am Deutschen Theater.
In Berlin wurde Gerda Maurus vom Regisseur Fritz Lang entdeckt, der sie für die weibliche Hauptrolle in seinem Film Spione (1928) auserkor. Sie faszinierte ihn derart, dass er die Verbindung mit seiner Partnerin und Ehefrau Thea von Harbou, die auch einige seiner Drehbücher schrieb, löste. Der Film Spione bedeutete den Durchbruch für Gerda Maurus. Auch im zweiten Film mit Fritz Lang, Frau im Mond (1929), an der Seite von Willy Fritsch war sie erfolgreich.
Gerda Maurus spielte anschließend noch in etwa 20 Tonfilmen mit, unter anderem in Der Dschungel ruft (1935), doch die ganz großen Erfolge blieben aus. Sie konzentrierte sich mehr auf die Bühnenarbeit und spielte in Berlin, Wien, München und Düsseldorf. 1937 heiratete Gerda Maurus den Regisseur Robert A. Stemmle, deren gemeinsame Tochter Philine 1943 auf die Welt kam. Während der Naziherrschaft hatte die Schauspielerin Kontakt zu Joseph Goebbels und wurde des Öfteren in seinem Salon gesehen.
Nach 1945 spielte Gerda Maurus noch in drei westdeutschen Filmproduktionen, darunter Die kleine Stadt will schlafen gehn (1953), und zwei Fernsehproduktionen mit. An ihre früheren Erfolge konnte sie jedoch nicht mehr anknüpfen. Sie starb 1968 im Städtischen Krankenhaus Düsseldorf-Benrath.

## Wissenswertes
- Gerda Maurus gehörte zu den begehrten Zigarettensammelbildern der Serie Gallery of Modern Beauty des Fabrikanten Josef Garbáty.
- Das Filmmuseum Potsdam wählte den eindringlichen Blick von Gerda Maurus’ Augen als Motiv eines seiner Logos.[2]

## Filmografie (Auswahl)
- 1928: Spione
- 1929: Frau im Mond
- 1929: Hochverrat
- 1930: Der Schuß im Tonfilmatelier
- 1930: Seitensprünge
- 1931: Schachmatt
- 1931: Der Draufgänger
- 1932: Der weiße Dämon
- 1933: Unsichtbare Gegner
- 1934: Der Doppelgänger
- 1934: Ein Mädchen mit Prokura
- 1935: Der Kosak und die Nachtigall
- 1936: Der Dschungel ruft
- 1936: Arzt aus Leidenschaft
- 1937: Daphne und der Diplomat
- 1939: Grenzfeuer
- 1939: Prinzessin Sissy
- 1949: Die Freunde meiner Frau
- 1954: Die kleine Stadt will schlafen gehn
- 1962: Vor Sonnenuntergang (TV)

## Hörspiele
- 1947: Erich Kästner: Ringelspiel 1947 – Regie: Hanns Korngiebel (RIAS Berlin)